# Woodruff Leeming
Pour les articles homonymes, voir Leeming.
Woodruff Leeming est né le 14 juillet 1870 et mort le 20 novembre 1919. C'était un architecte américain qui exerçait dans la région de New York.

## Biographie
Né le 14 juillet 1870 à Quincy, Illinois, il a d'abord été formé à l'Adelphi College, puis au Massachusetts Institute of Technology. Ses premières expériences comprenaient le travail sur les plans de la cathédrale Saint John the Divine à New York (probablement avec Heins &amp; LaFarge ) avant d'étudier à Paris. À son retour en Amérique, il a ouvert sa propre agence. Il a servi pendant la Première Guerre mondiale, s'engageant comme major et entrant plus tard dans le corps de réserve de l'armée avec le grade de lieutenant-colonel.
Il épousa Esther Howard le 6 novembre 1899 et ils eurent quatre enfants.
Il résida à New Canaan, Connecticut, où il mourut le 20 novembre 1919.

## Œuvres
Il a conçu le presbytère de 1893 pour la South Congregational Church, Chapel, Ladies Parlor, and Rectory, Brooklyn, New York, qui est maintenant un monument de la ville de New York.

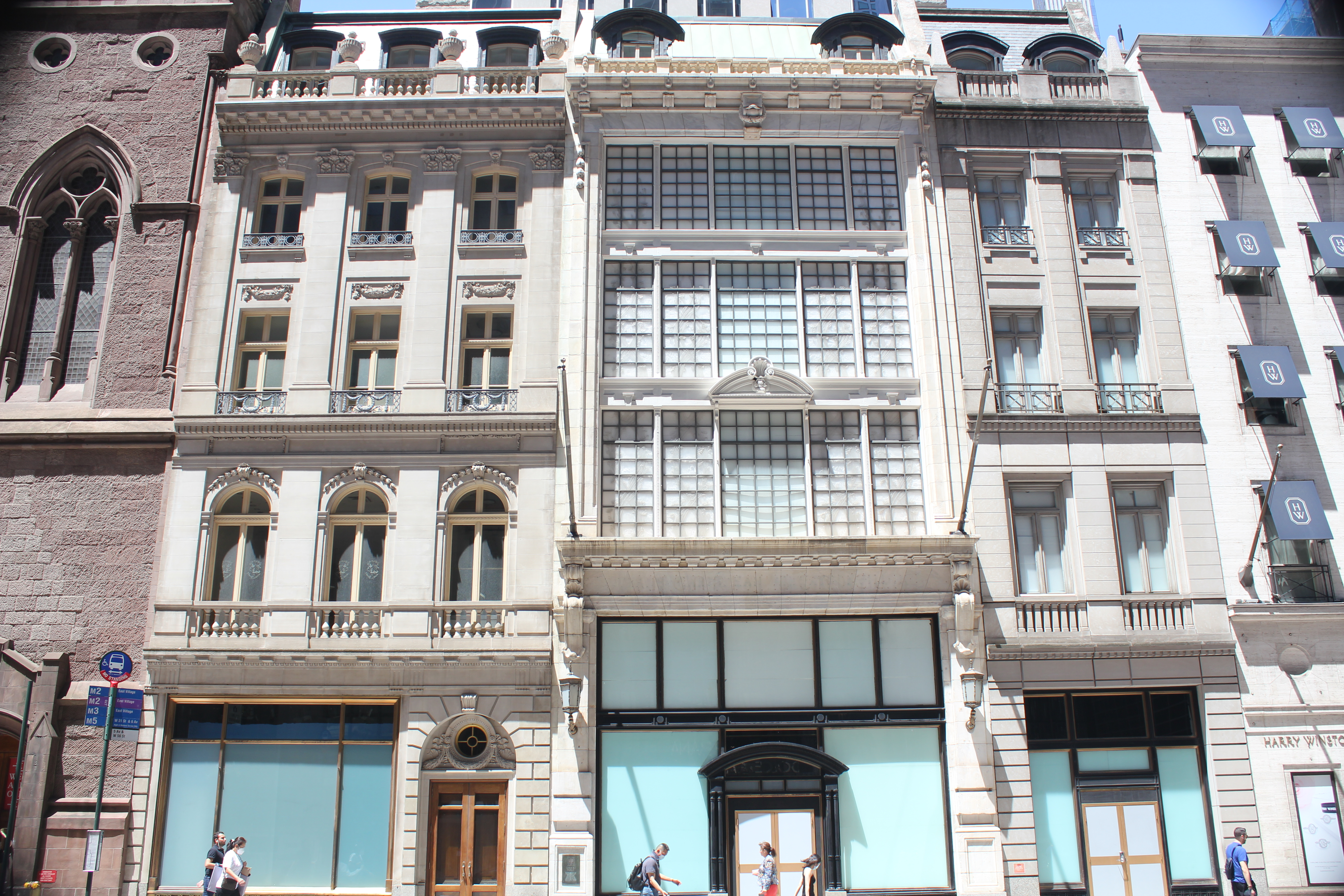
Immeuble Coty à New York

À partir de 1907, il réalise l'immeuble du parfumeur François Coty à New York, avec trois rangées de fenêtres réalisées par René Lalique.